# Třepačka
Laboratorní třepačky jsou přístroje využívané v laboratořích chemických a biologických pracovišť k homogenizaci tekutých chemikálií, mikrobiálních a jiných biologických suspenzí. V případě suspensních živých kultur se trvalé protřepávání mimo jiné využívá k zajištění žádaného stálého okysličování kultivačního média, ve kterém mají kultury růst, a dále homogenní dostupnost v médiu rozpustných látek pro všechny v médiu rostoucí organismy.

## Dělení

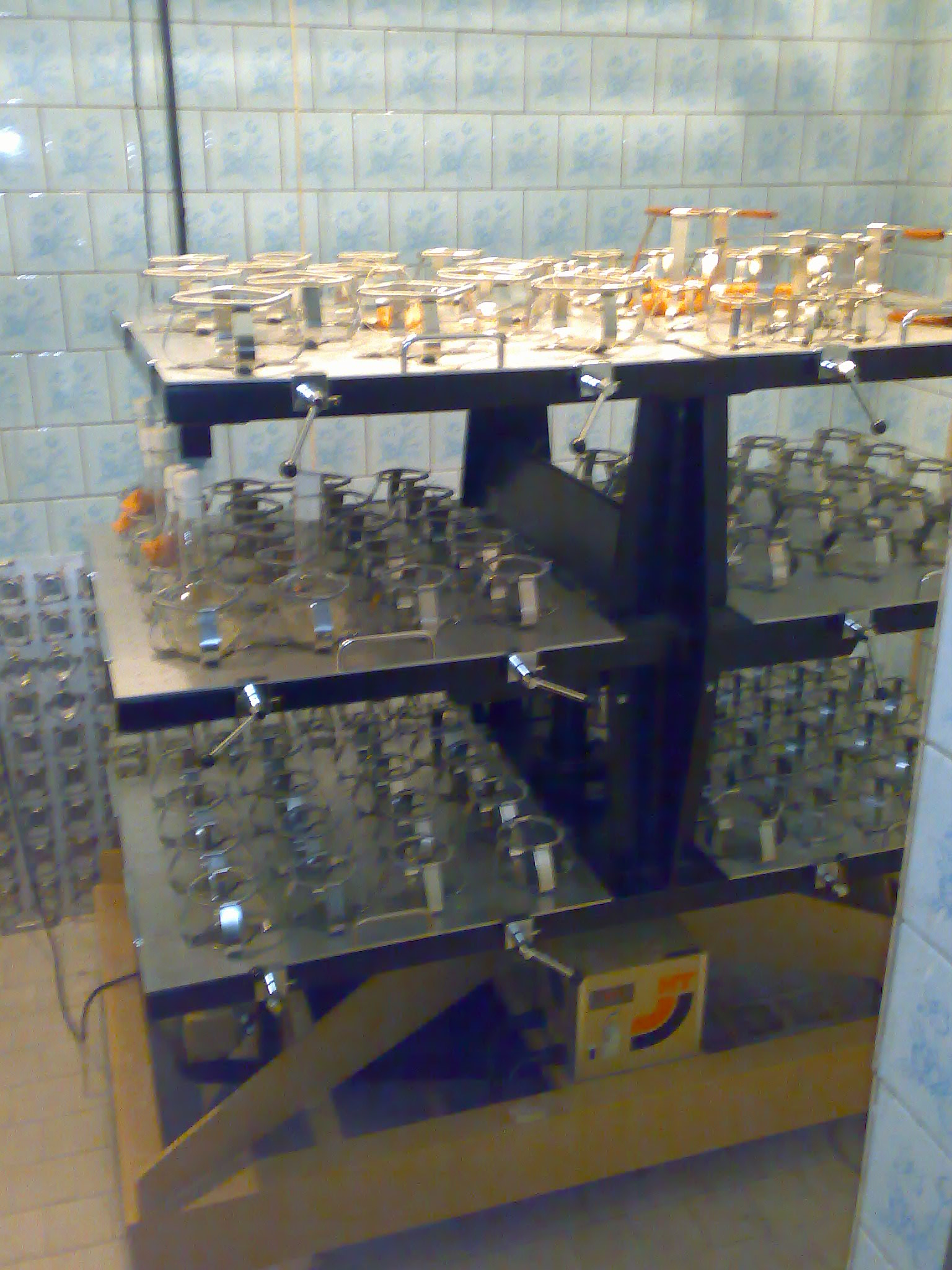
Orbitální třepačka s nástavci pro třepání médií v Erlenmeyerových baňkách

Třepačky se mohou dělit:
| dle pohybu třepání na:           | orbitální           | reciproční             | kruhové                         | rolovací                        | rotační |
| dle typu nakládky… Typ nakládky: | Erlenmeyerovy baňky | mikrotitrační destičky | zkumavky                        |                                 |         |
| dle inkubace na:                 | neinkubované        | neinkubované           | inkubované (s regulací teploty) | inkubované (s regulací teploty) |         |

### Orbitální třepačky
Slouží ke kultivaci média zpravidla v Erlenmeyerových baňkách, Ultra Yield baňkách nebo ve zkumavkách. Jde o jednodušší bioreaktor. Po uvedení do provozu vykonává deska s nástavci pro Erlenmeyerovy baňky stálý krouživý pohyb, který zajišťuje pohyb tekutin v upevněných baňkách. Orbitální pohyb se rozděluje dle průměru, standardně 12,5 mm, 25 mm a 50 mm. Hodnota orbitálního pohybu pak má zásadní vliv na přenos kyslíku do kultivovaného média (OTR). Proto se vyšší orbitální pohyb 50 mm zpravidla používá pro kultivace tkáňových kultur, kdy je nutné předejít vzniku tržných sil při vysokých otáčkách.
Orbitální třepačky se dají dělit na stolní (tj. bez inkubace) a inkubované, tedy s řízenou teplotou.

#### Neinkubované

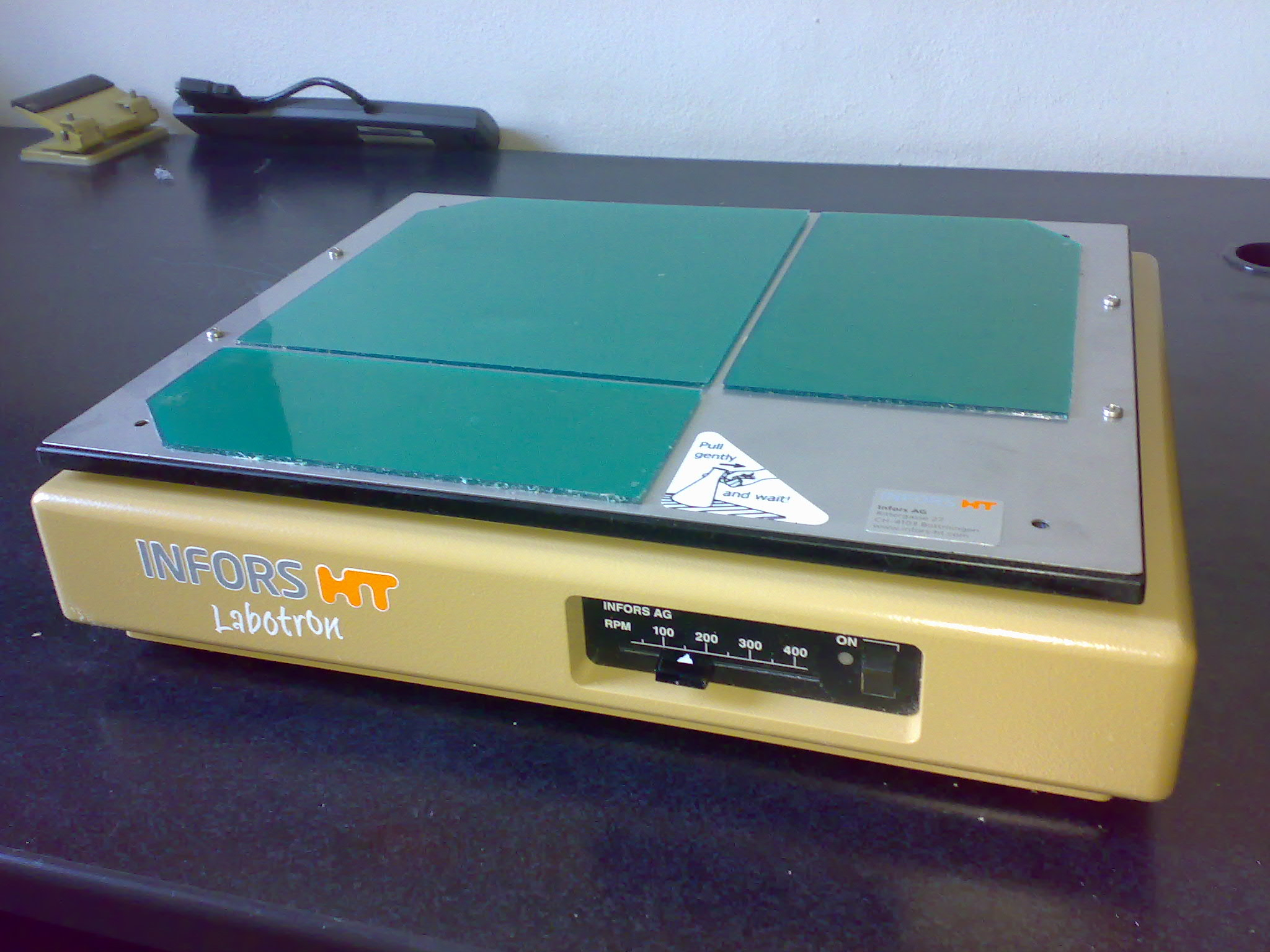
Orbitální třepačka s adhezivním povrchem

Obvykle určené pro použití v klimatizovaných místnostech nebo inkubátorech.
Standardně
- Nastavení pouze otáček v RPM (otáčky za minutu)
- Rozmezí otáček 20–400 RPM

#### Inkubované

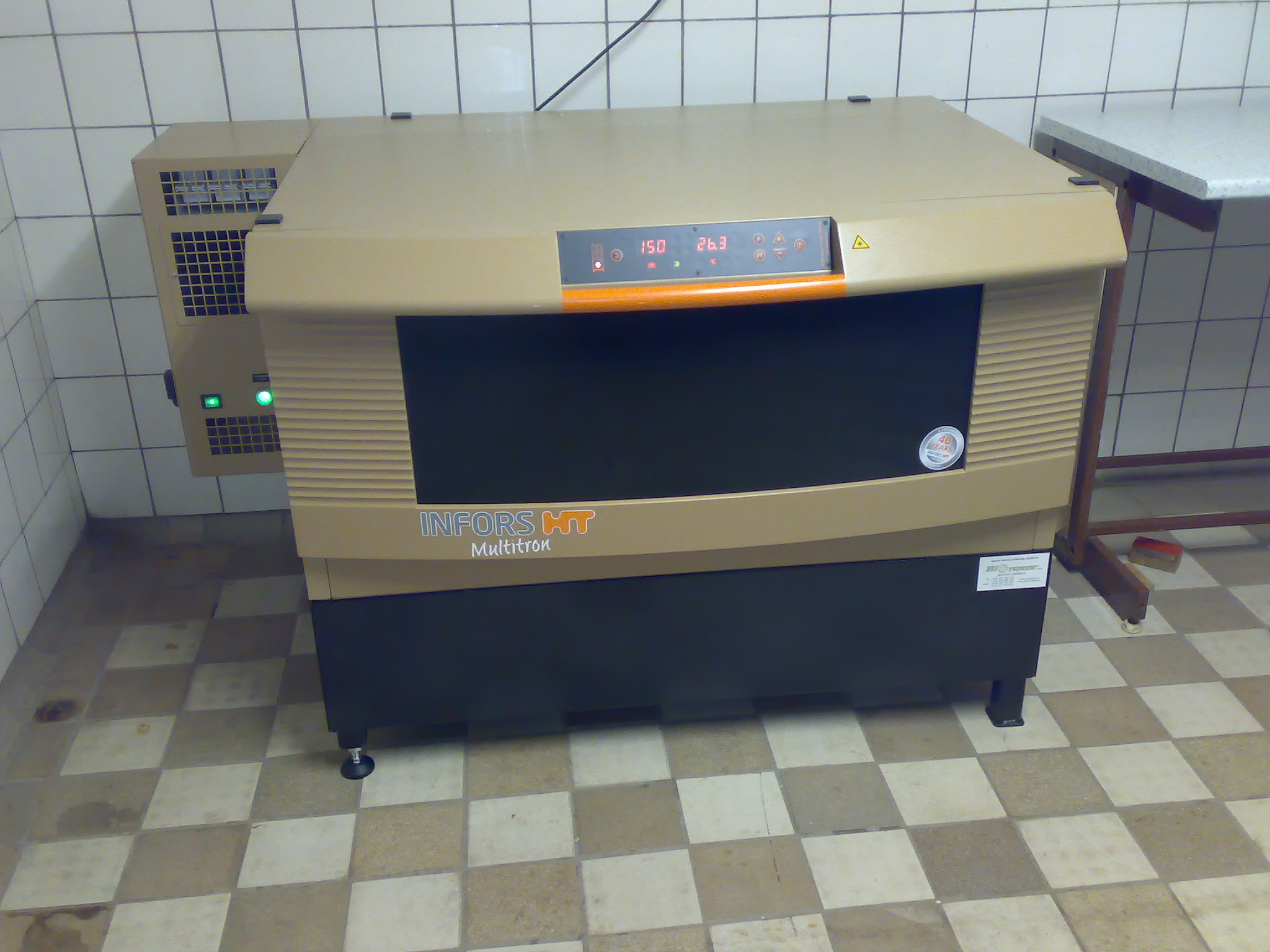
Inkubovaná orbitální třepačka

Tento typ třepaček umožňuje obsluze navíc zajistit udržování předem nastavených klimatických parametrů a bývají tak především užívány na biologických či lékařských pracovištích, pro kultivaci buněčných, případně tkáňových kultur (vizte kultura (biologie)). Mohou být ovšem také využity například v biochemické laboratoři pro zajištění kontrolovaných (především teplotních) podmínek biochemických reakcí.
- Nastavení otáček v RPM a teploty
- Rozmezí otáček 20–600 RPM
- Rozmezí teploty +5 °C vůči okolní teplotě až 60 °C
  - s chlazením i –20 °C vůči teplotě okolí

Možná další výbava dle typu aplikace:
- regulace CO2
- regulace vlhkosti (humidifikace)
- osvětlení
- UV sterilizace
- přívod a regulace dalších různých plynů

V zájmu ušetření místa v laboratořích se výrobci v posledních letech zaměřují na vývoj třepaček s nakládáním z přední strany (jako elektrická trouba) oproti původnímu nakládání shora (jako pultový mrazicí box). Inkubované velkokapacitní třepačky pak lze použít jako stůl, odkládací plochu nebo stohovat neboli skládat více jednotek na sebe.

### Rolovací třepačky
Použití převážně v nemocnicích. Používají se výhradně zkumavky, které se na třepačce pozvolna otáčejí.

### Rotační třepačky
Jde spíše o speciální druh centrifugy, kdy nejde o odstředění média, ale promíchání při nízkých otáčkách celého kola.

### Překlopné třepačky

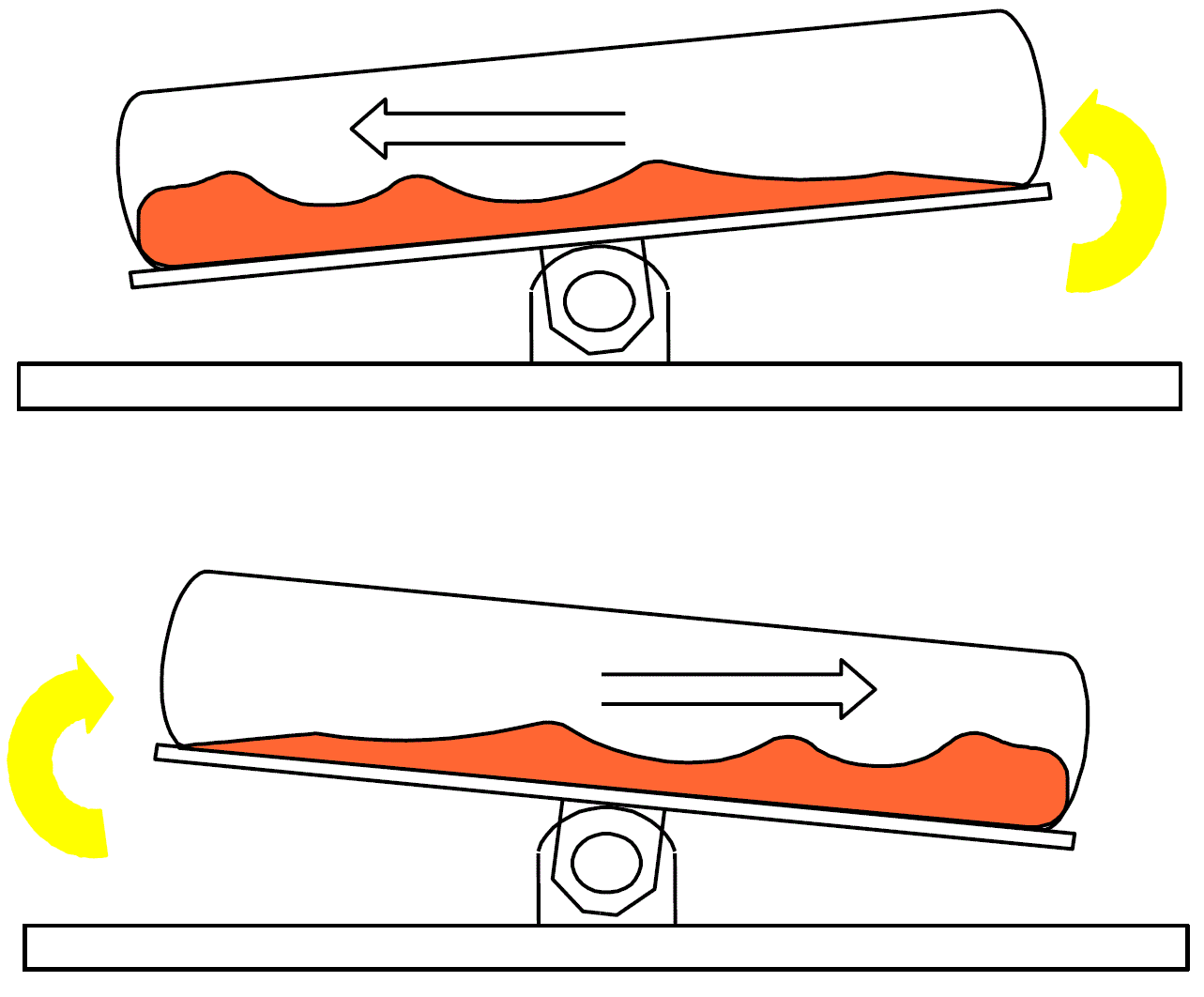
Pohyb na překlopné třepačce

Použití hlavně v nemocnicích na odděleních hematologie. Určené pro vytvoření krevního obrazu.
Používají se zkumavky, nebo krevní vaky.

### Mikrotitrační třepačky
Třepání mikrotitračních destiček nebo zkumavek eppendorf.
Hlavní rysy:
- vysoké otáčky (až přes 1000 RPM)
- jiné uchycení než u erlenmeyerových baněk
- menší orbitální pohyb (cca 3 mm)

Rozdělení:
- malé, stolní
- inkubované s řízenou teplotou